# Instituto Mexicano del Seguro Social
El Instituto Mexicano del Seguro Social (IMSS) es un organismo descentralizado del gobierno federal mexicano sectorizado a la Secretaría de Salud dedicado a brindar servicios de salud y de seguridad social a la población que cuenta con afiliación al instituto (denominados derechohabientes); quienes están afiliados al seguro obtienen un número de afiliación (NSS).
Su organización interna es tripartita (Estado, Patrones y Trabajadores). Con más de 80 millones de derechohabientes y beneficiarios, es la institución de seguridad social más grande de América Latina. Se fundó el 19 de enero de 1943 por decreto del presidente Manuel Ávila Camacho.

## Historia

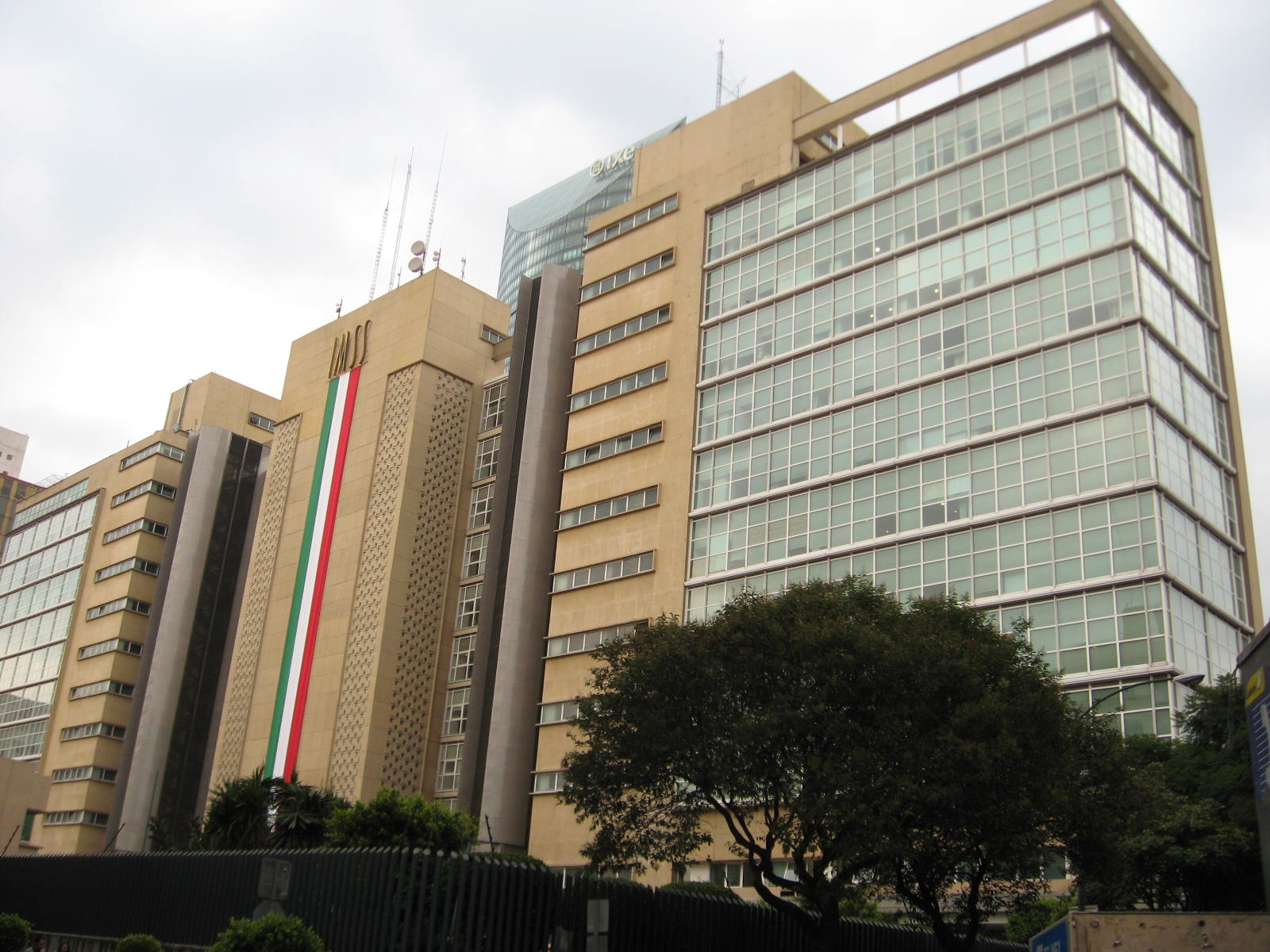
Oficinas del IMSS, en la calle Tokio.

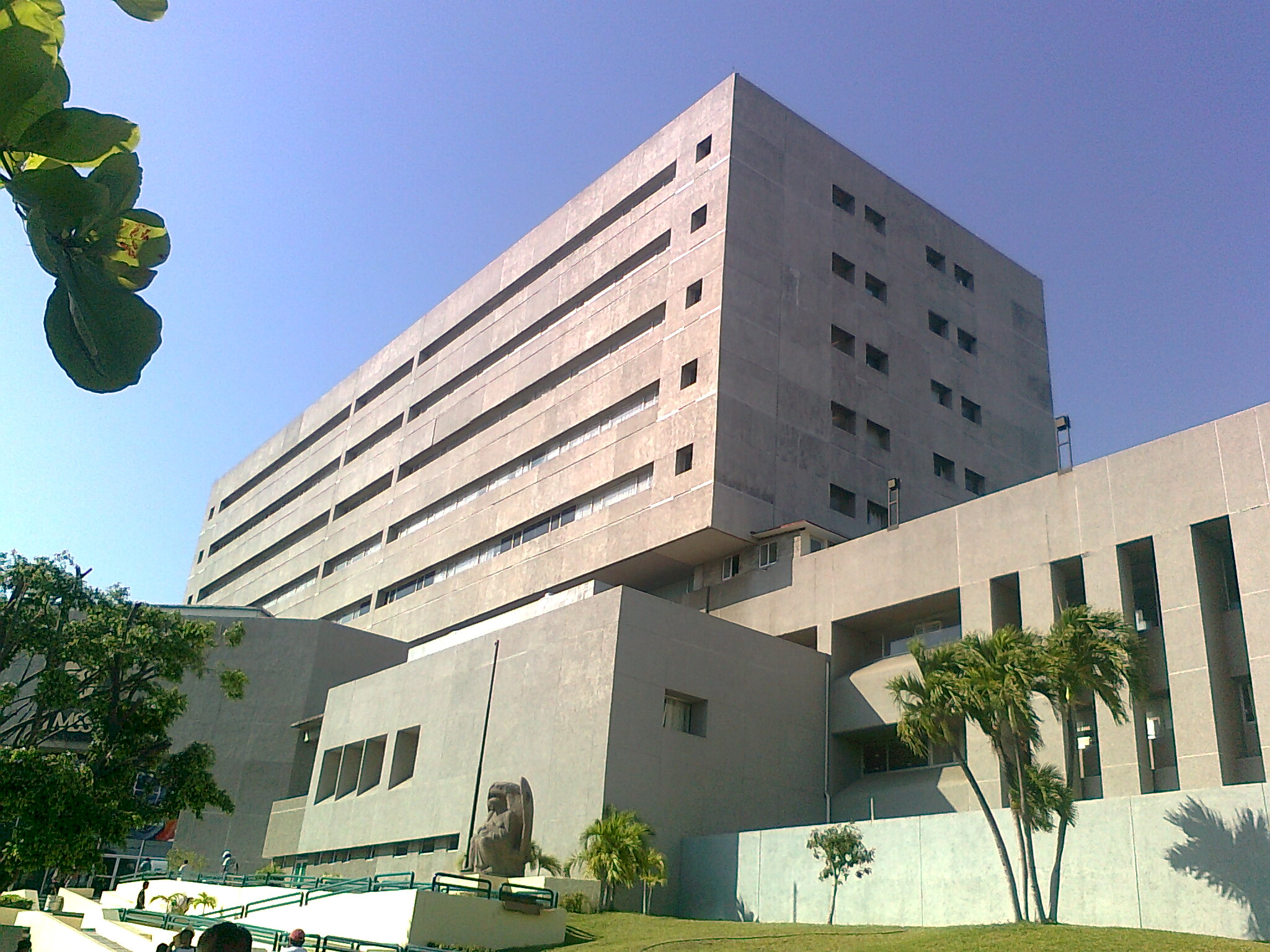
Vista principal del IMSS, en Acapulco.

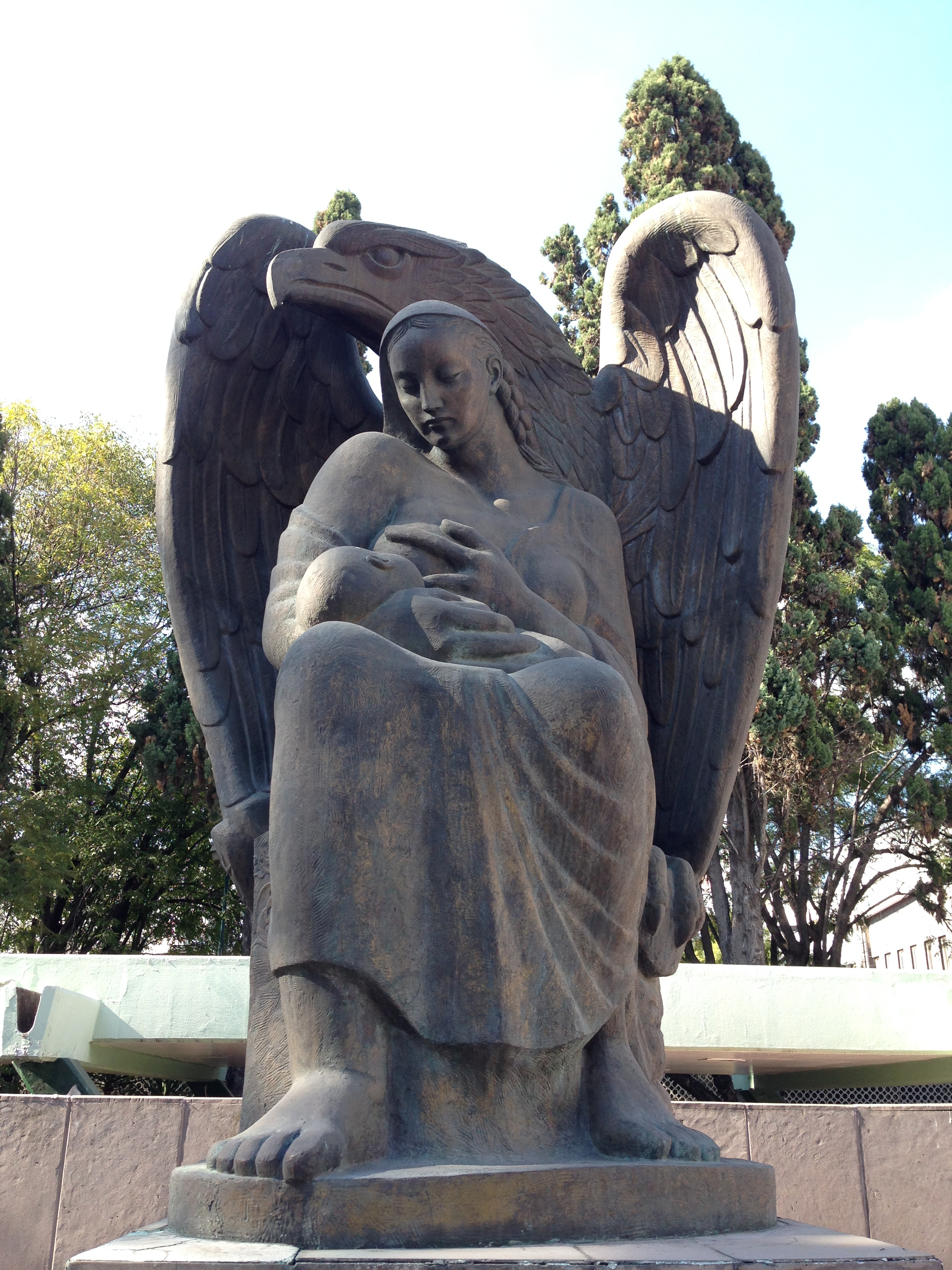
Escultura de 1962 de Federico Cantú, artista plástico mexicano, utilizada como símbolo de la institución, en imagen del 2018.

### Antecedentes
En los albores del periodo virreinal, Vasco de Quiroga en territorio tarasco, formuló un plan de seguridad social para indígenas en 1531.[cita requerida] En Nueva España existieron prácticas de previsión y asistencia, desde el momento mismo de la Conquista hasta mediados del siglo XVIII, en que toman forma y se encauzan los modernos métodos de seguridad social.
Posteriormente, existieron algunos planes de seguridad social propiciados por el emperador Maximiliano de Habsburgo, los cuales no progresaron dado lo efímero de su gobierno. En el periodo del Porfiriato a fines del siglo XIX, creció el proceso de industrialización nacional, y con ello la clase obrera que requería un sistema de seguridad social, sobre todo en el Estado de México, en la Ciudad de México, Monterrey, Puebla y Guadalajara. En este tiempo el gobernador del Estado de México José Vicente Villada (1904) proclamó una Ley de Accidentes de Trabajo. Posteriormente en 1906, el general Bernardo Reyes gobernador de Nuevo León, proclama también una Ley sobre Accidentes de Trabajo.[cita requerida]
La atención a la seguridad social toma importancia en la Constitución Política de los Estados Unidos Mexicanos de 1917, que en la Fracción XXIX del artículo 123 establece la necesidad de la apertura de las Cajas de Seguros Populares para proteger contra la invalidez y la cesación involuntaria del trabajo, entre otros.[cita requerida]
Desde su campaña presidencial, el general Álvaro Obregón demostró interés por la implantación de un seguro social, realizando en 1921 un proyecto de ley para la creación del Seguro Social Obrero, que se enfrentó a la oposición empresarial. Mientras tanto, en Veracruz el gobernador interino Ángel Cazarín gestó la iniciativa de Ley de enfermedades profesionales, surgida a partir de la huelga de trabajadores de Orizaba de junio de 1923, donde los obreros exigían un seguro para enfermedades profesionales, sin embargo esta ley fue rechazada por los representantes industriales. En 1926, trabajadores organizados lograron crear la Ley General de Previsiones Civiles y Retiro, convirtiéndose en la Dirección General de Pensiones antecesora del Instituto de Seguridad y Servicios Sociales de los Trabajadores del Estado (ISSSTE). El presidente Emilio Portes Gil promovió la modificación del Art. 123 constitucional para considerar como utilidad pública la expedición de la Ley del Seguro Social. En agosto de 1931 el presidente Pascual Ortiz Rubio promulgó la Ley Federal del Trabajo y seguido a ello, en enero de 1932, el H. Congreso de la Unión otorgó facultades para que en un plazo de 7 meses se expidiera la Ley del Seguro Social, sin embargo el proyecto no se resolvió.[cita requerida]
En 1933, el gobernador de Veracruz, general Adalberto Tejeda, de extracción comunista, propuso la implementación de un seguro social, pero no encontró respaldo a nivel federal.[cita requerida]
Durante su campaña presidencial en 1934, el general Lázaro Cárdenas del Río propuso la implantación de un seguro social en México, haciendo que en 1935 el Departamento de Trabajo enviara al Congreso de la Unión un nuevo proyecto de Ley del Seguro Social, el cual tampoco tuvo progreso.[cita requerida]
En 1936, Valentín González Suárez, trabajador de la Fábrica de Río Blanco, Veracruz, redactó el proyecto: Un Estudio de Seguro General del Trabajo de Previsión Social, y se organizó con algunos obreros y profesionistas para fundar la Sociedad Pro Seguro Social destinada a promover a nivel federal y legislativo la instalación de un régimen de seguridad social en México. El proyecto contó con el interés del Ing. Miguel García Cruz quien siendo presidente de la Comisión Técnica y Redactora de la Ley para el Seguro Social pudo integrar el proyecto para confeccionar la Ley del Seguro Social. Siendo presidente de la República el Gral. Manuel Ávila Camacho. En 1941 se envió un proyecto denominado Exposición de motivos al Congreso de la Unión para su aprobación, previo al anteproyecto de ley del Seguro Social, siendo recibido en enero de 1941 y aprobado en diciembre del mismo año, con las modificaciones hechas por el Lic. Ignacio García Téllez. Dicho documento expone la necesidad de un sistema de seguridad social, un análisis y revisión al sistema de seguros y accidentes de trabajo, los salarios y las cuotas y los seguros de pensión, invalidez, vejez y muerte.[cita requerida]

### Fundación
El Instituto Mexicano del Seguro Social, nace oficialmente el 19 de enero de 1943 e inició operaciones el 1 de enero de 1944. Forma parte de la Asociación Internacional de la Seguridad Social (AISS), de la Organización Iberoamericana de Seguridad Social (OISS) y de la Conferencia Interamericana de Seguridad Social (CISS) la cual preside actualmente. Su sindicato, el Sindicato Nacional de Trabajadores del Seguro Social (SNTSS) se crea en respuesta a las aspiraciones de la clase trabajadora nacional respecto de los derechos laborales y ciudadanos y la primera sección sindical nace en Puebla.

### Crisis 2005
En las últimas décadas, el IMSS pasa por una aguda crisis financiera, por la alta corrupción de directivos, por el recorte presupuestal que enfrenta la institución año con año y por el pasivo laboral generado por el pago a sus propios trabajadores en retiro. Por otro lado, las propuestas para remediar esta situación van desde una ampliación de la edad para la jubilación de los trabajadores del IMSS modificando el actual régimen de jubilados y pensionados o incluso la privatización de la Institución, mismas que han sido rechazadas por el Sindicato Nacional de Trabajadores del Seguro Social y por algunos miembros del H. Congreso de la Unión.
En octubre de 2005, el Instituto tuvo un arriesgado emplazamiento a huelga durante la gestión de Santiago Levy Algazi, por lo que este fue relevado del cargo el 3 de octubre de 2005 por Fernando Flores y Pérez, subsecretario de Trabajo, Seguridad y Previsión de la Secretaría del Trabajo y Previsión Social durante el gobierno del presidente Vicente Fox Quesada.

### Traslado de la sede central a Morelia
Durante la campaña electoral, Andrés Manuel López Obrador anunció que entre sus propuestas para la Presidencia estaban el traslado de las secretarías de Estado y dependencias federales más importantes del Gabinete de México. Ya como presidente, López Obrador lo agregó como parte de sus cien compromisos en su toma de protesta. En julio de 2021 López Obrador declaró que debido a la pandemia de COVID-19 el traslado de las sedes estuvo prácticamente en pausa, pero que se cumpliría antes de que se acabara su sexenio.
El 3 de mayo de 2022 la Secretaría de Desarrollo Económico de Michoacán hizo un estudio en el que el traslado de la sede a Morelia traería una derrama económica de seis mil millones de pesos y que diez mil quinientos funcionarios del IMSS que tendrían que mudarse de Ciudad de México. El 26 del mismo mes el Congreso del Estado de Michoacán aprobó la donación al Gobierno Federal del predio de la antigua cárcel Francisco J. Múgica en Morelia —con un precio de cuarenta y siete millones de pesos—, a cambio de que se saldara la deuda que poseía Michoacán con el IMSS.

## Ley del Seguro Social

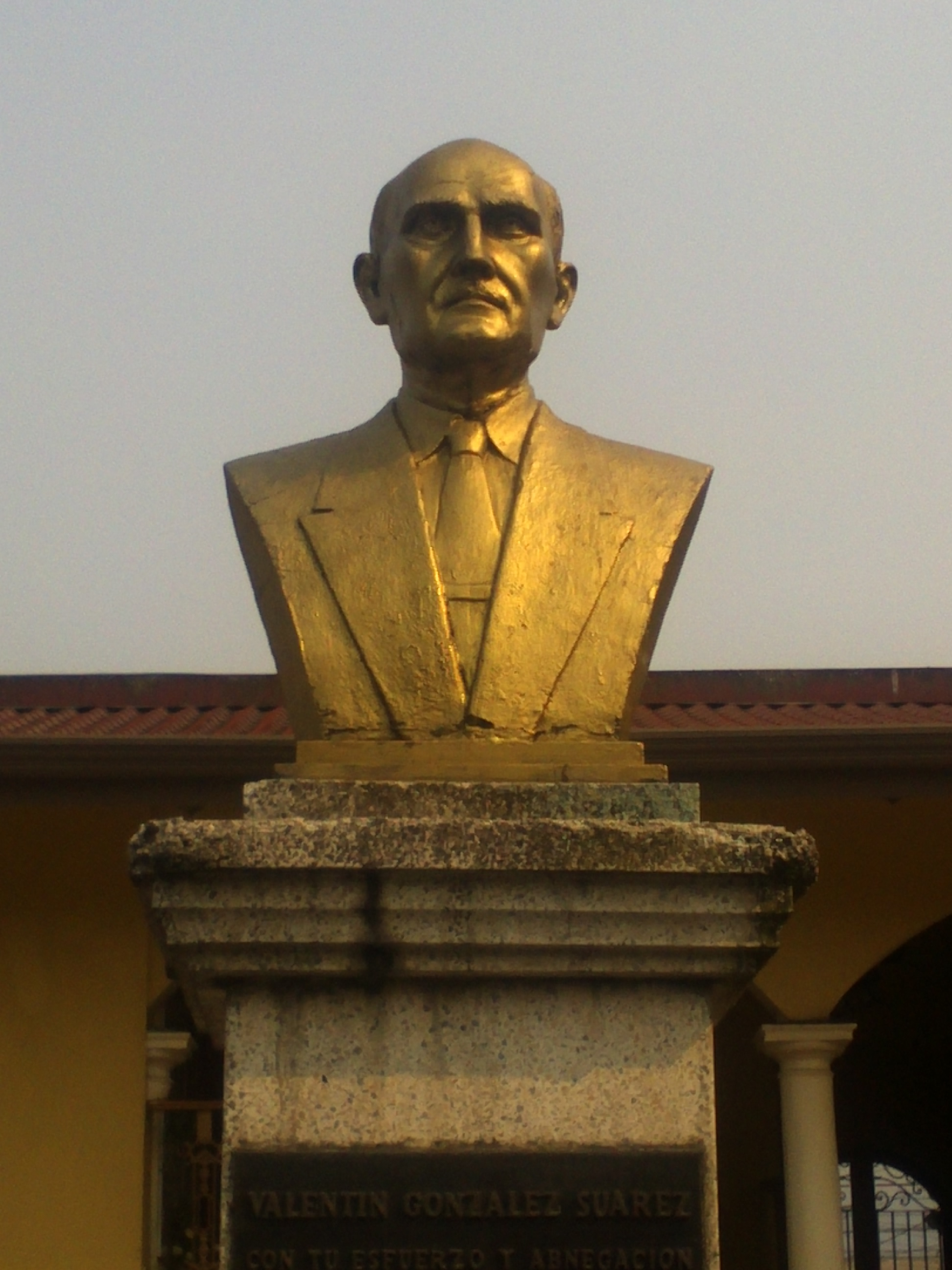
Valentín González Suárez fue un luchador social preocupado por las condiciones de los trabajadores siendo creador de la iniciativa que daría origen al IMSS.

La ley del Seguro Social vigente, publicada en el Diario Oficial de la Federación mediante decreto de fecha 21 de diciembre de 1995 es el marco legislativo bajo el que rige sus operaciones el Instituto Mexicano del Seguro Social.
Actualmente, la Ley señala que la seguridad social tiene como finalidades:
- La asistencia médica.
- La protección de los medios de subsistencia.
- Los servicios sociales necesarios para el bienestar individual y colectivo.
- El otorgamiento de una pensión que, en su caso y previo cumplimiento de los requisitos legales, será garantizada por el Estado.

A efecto de cumplir con tal propósito, el Seguro Social comprende dos tipos de régimen; el obligatorio y el voluntario.

### El régimen obligatorio
Es aquel que se financia con contribuciones provenientes de los patrones, el Estado y los propios trabajadores. Cuenta con cinco tipos de seguro: enfermedades y maternidad; riesgos de trabajo; invalidez y vida; retiro, cesantía en edad avanzada y vejez; Guarderías y prestaciones sociales. Son sujetos de aseguramiento del régimen obligatorio: los trabajadores, los miembros de sociedades cooperativas de producción y las personas que determine el Ejecutivo Federal mediante el Decreto respectivo, tal es el caso de los Estudiantes, amparados bajo el decreto publicado en el Diario Oficial de la Federación el 14 de septiembre de 1998.
Lo podemos definir como aquel mediante el cual todas las personas que se encuentren en alguno de los supuestos normativos establecidos en el artículo 12 de la LSS, principalmente y, ante todo, aquellas que se encuentren afectadas a una relación de trabajo, así como las que están configuradas en alguna de las ficciones de ley (sociedades cooperativas) y aquellas que el Ejecutivo Federal, bajo ciertos lineamientos, tengan derecho y acceso a todo el esquema de seguridad social (riesgos de trabajo, enfermedades y maternidad; invalidez y vida; retiro, cesantía y vida; guardería y prestaciones sociales), obteniendo el beneficio de las prestaciones en dinero y en especie que se otorguen en cada una de las ramas de aseguramiento, en los términos específicos que la propia ley señale para cada uno de ellos, tanto para el propio asegurado, así como sus beneficiarios y, en general, a todos los derecho-habientes.

### La incorporación voluntaria al régimen obligatorio
De forma voluntaria y mediante convenio con el Instituto, podrán ser sujetos de aseguramiento en este régimen, los trabajadores en industrias familiares y los independientes como profesionales, pequeños comerciantes, artesanos y demás trabajadores no asalariados, los trabajadores domésticos, los ejidatarios, comuneros, colonos y pequeños propietarios; así mismo, los patrones (personas físicas) con trabajadores asegurados a su servicio y los trabajadores al servicio de las administraciones públicas de la Federación, entidades federativas y municipios que estén excluidos o no comprendidas en otras leyes o decretos como sujetos de seguridad social.

### Seguro de Salud Para la Familia
Mediante la contratación del seguro de salud para la familia se brinda protección a personas que son ajenas al cualquier régimen institucional de seguridad social y que, por sus condiciones económicas, están imposibilitadas para incorporarse voluntariamente al régimen obligatorio de la Ley del Seguro Social.

## Patrimonio del Instituto

Escultura del logo de la institución, inspirada en la obra original de Federico Cantú.

El patrimonio del Instituto lo constituyen:
- Los bienes muebles e inmuebles de cualquier naturaleza, a excepción de los provenientes de adjudicación o dación en pago por adeudo de cuotas obrero patronales, capitales constitutivos y accesorios, así como cualquier otro que afecte las reservas que el Instituto deba constituir.

- Derechos de propiedad y posesión de bienes muebles e inmuebles, cualquiera que sea su naturaleza jurídica, que obren en poder del Instituto.

- Donaciones, herencias, legados, adjudicaciones, subsidios y transferencias que se hagan a su favor en que no se preestablezca el destino de los bienes o derechos correspondientes.

- Los intereses, dividendos, realización de activos, alquileres, rentas, rendimientos, utilidades, frutos y productos de cualquier clase, que generen los bienes y derechos afectos a su patrimonio.

Todos los bienes inmuebles que formen parte del patrimonio del Instituto, estarán destinados al servicio público de carácter nacional del Seguro Social.

## Órganos superiores del IMSS
Los órganos superiores del Instituto Mexicano del Seguro Social se dividen en 4.
Órganos de Gobierno y Administración
- Capítulo II. Art 258-262. Asamblea General.

Asamblea General es autoridad suprema del instituto, tiene 30 miembros que están compuestos por 3 equipos de diez integrantes cada uno que son: ejecutivo federal este establece las bases para determinar las siguientes dos, organizaciones patronales y organizaciones de trabajadores, y estos dos determinan los miembros de la asamblea general está a su vez será presidida por el director general.
La Asamblea General se reunirá las veces que sea necesario y determinara el estado de ingresos y gastos y revisara anualmente la suficiencia de recursos para cada uno de los seguros riesgos.

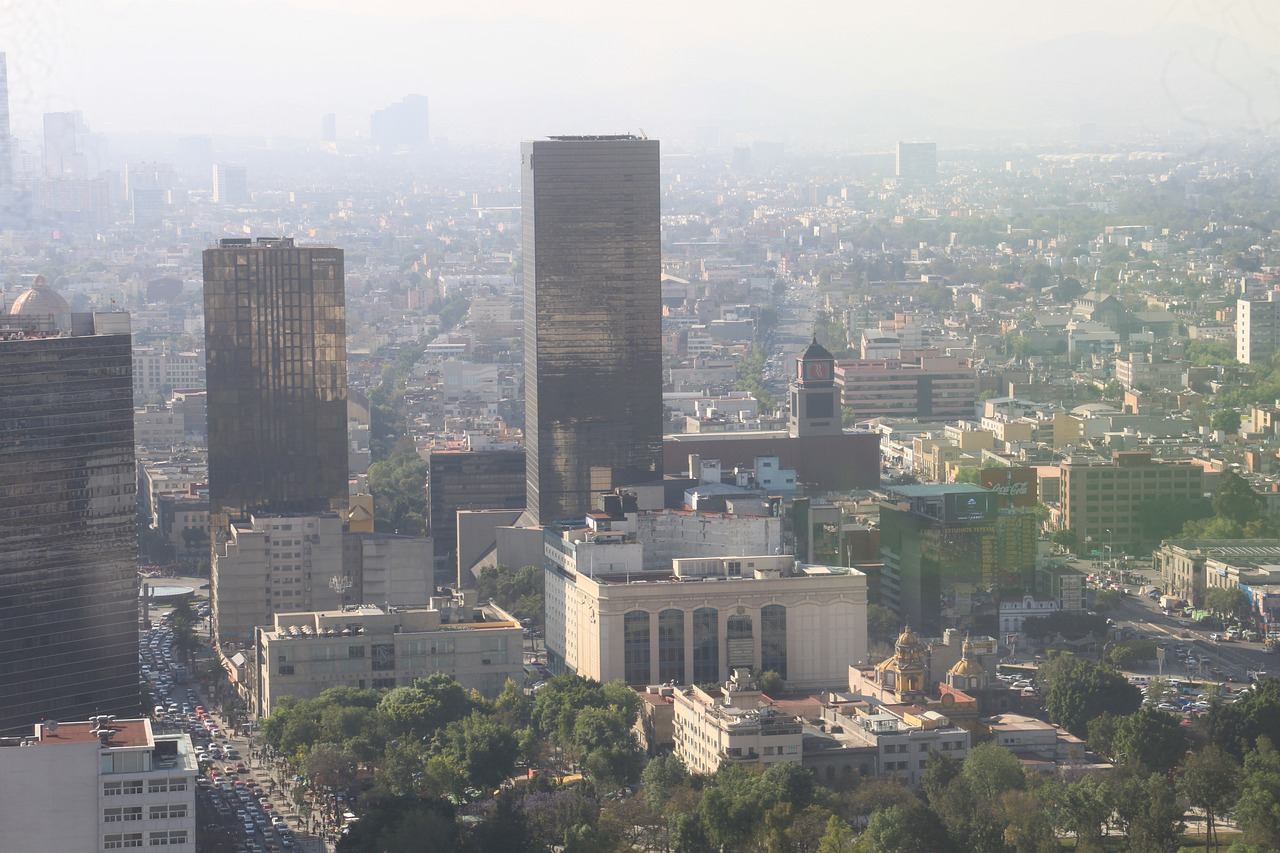
Ciudad de México en donde se encuentra la sede del IMSS

- Capítulo III. Art 263-264. Consejo Técnico.

El consejo técnico es el representante legal y administrador del Instituto por 12 miembros. Los secretarios de Hacienda, Salud, Trabajo y el director general son el consejo técnico. Su cargo dura 6 años y con posible reelección; estos recibirán prestaciones y ejercen diversas funciones pero conforme a los lineamientos establecidos.
El consejo decide sobre inversiones de reservas y recursos, promueve el equilibrio financiero, resolver operaciones, aprobación a estructura, convocar asamblea, discutir y aprobar el presupuesto, autorizar convenios, observar pensiones, aprobar bases, aprobar programas de actividades.
- Capítulo IV. Art 265-266. Comisión de Vigilancia.

La Comisión de Vigilancia que estará compuesta por seis miembros. Para formar esta Comisión cada uno de los sectores representativos que constituyen la Asamblea, propondrá dos miembros propietarios y dos suplentes, quienes durarán en sus cargos seis años.
La Comisión de Vigilancia tendrá las atribuciones siguientes: Vigilar que las inversiones, practicar la auditoría, comprobar los avalúos de los bienes materia de operaciones del Instituto; sugerir ahorros para el Retiro.
- Capítulo V. Art 267-269. Dirección General.

El director general será nombrado por el presidente de la República debiendo ser Mexicano por nacimiento que no adquiera otra nacionalidad y estar en pleno goce y ejercicio de sus derechos civiles y políticos, tiene las siguientes atribuciones: presidir las sesiones de la Asamblea General y del Consejo Técnico; ejecutar los acuerdos del propio Consejo; representar legalmente al Instituto, presentar anualmente al Consejo el informe de actividades, así como el programa de labores y el presupuesto de ingresos y egresos para el siguiente período; presentar anualmente al Consejo Técnico el balance contable y el estado de ingresos y gastos; presentar anualmente al Consejo Técnico el informe financiero y actuarial, etc.
El director general será auxiliado en el cumplimiento de sus funciones por los servidores públicos de mando, personal de base y de confianza que se establezcan en el Reglamento Interior del Instituto que a propuesta del Consejo Técnico, expida el Ejecutivo Federal considerando lo que al efecto se estipule en el contrato colectivo de trabajo suscrito con los trabajadores del Instituto y tendrá derecho de veto sobre las resoluciones del Consejo Técnico, en los casos que fije el reglamento. El efecto del veto será suspender la aplicación de la resolución del Consejo, hasta que resuelva en definitiva la Asamblea General.
La Comisión de Vigilancia tendrá las atribuciones siguientes:
I. Vigilar que las inversiones se hagan de acuerdo con las disposiciones de esta Ley y sus reglamentos;
II. Practicar la auditoría de los balances contables y al informe financiero y actuarial a que se refiere el artículo 261 de esta Ley, así como comprobar los avalúos de los bienes materia de operaciones del Instituto;
III. Sugerir a la Asamblea General, al Consejo Técnico, y a la Comisión Nacional del Sistema de Ahorro para el Retiro, en su caso, las medidas que juzgue convenientes para mejorar el funcionamiento de los seguros que ampara esta Ley;
IV. Presentar ante la Asamblea General un dictamen sobre el informe de actividades y los estados financieros presentados por el Consejo Técnico, para cuyo efecto estos le serán dados a conocer con la debida oportunidad;
V. En casos graves y bajo su responsabilidad, citar a Asamblea General Extraordinaria, y
VI. Las demás que señalen las disposiciones de esta Ley y sus reglamentos
Aspectos legales
Cuando los patrones y demás sujetos obligados, así como los asegurados o sus beneficiarios consideren impugnable algún acto definitivo del Instituto, podrán recurrir en inconformidad, en la forma y términos que establezca el reglamento, o bien proceder en los términos del artículo siguiente.
Las resoluciones, acuerdos o liquidaciones del Instituto que no hubiesen sido impugnados en la forma y términos que señale el reglamento correspondiente, se entenderán consentidos.
Las controversias entre los asegurados o sus beneficiarios y el Instituto sobre las prestaciones que esta Ley otorga, deberán tramitarse ante la Junta Federal de Conciliación y Arbitraje, en tanto que las que se presenten entre el Instituto y los patrones y demás sujetos obligados, se tramitarán ante el Tribunal Federal de Justicia Fiscal y Administrativa.
Los derecho-habientes podrán interponer ante el Instituto queja administrativa, la cual tendrá la finalidad de conocer las insatisfacciones de los usuarios por actos u omisiones del personal institucional vinculados con la prestación de los servicios médicos, siempre que los mismos no constituyan un acto definitivo impugnable a través del recurso de inconformidad.
El procedimiento administrativo de queja deberá agotarse previamente al conocimiento que deba tener otro órgano o autoridad de algún procedimiento administrativo, recurso o instancia jurisdiccional.
La resolución de la queja se hará en los términos que establezca el instructivo respectivo.
Prescripción y caducidad
La facultad del Instituto de fijar en cantidad líquida los créditos a su favor se extingue en el término de 5 años no sujetos a interrupción los cuales, son contados a partir de la fecha de la presentación por el patrón o por cualquier otro sujeto obligado. El plazo de caducidad solo podrá suspenderse cuando se interponga un recurso de inconformidad o juicio.
La obligación de enterar las cuotas y los capitales constitutivos prescribirá a los 5 años de la fecha de su exigibilidad. El derecho de los asegurados o sus beneficiarios para reclamar el pago de la prestaciones en dinero, respecto a los seguros de riesgo de trabajo, enfermedades y maternidad, invalidez y vida y guarderías y prestaciones sociales, prescriben en un año. Es inextinguible el derecho al otorgamiento de una pensión, ayuda asistencial o asignación familiar siempre y cuando el asegurado cumpla con los requisitos establecidos.
El derecho del trabajador o pensionados a recibir los recursos de la subcuenta de retiro, cesantia en edad avanzada y vejez prescribe en favor del instituto a los 10 años de que sean exigibles.

## Lista de directores generales
| Director general | Director general             | Periodo    | Partido                              | Presidente                                    |
| ---------------- | ---------------------------- | ---------- | ------------------------------------ | --------------------------------------------- |
|                  | Vicente Santos Guajardo      | 1943-1944  | Partido de la Revolución Mexicana    | Manuel Ávila Camacho                          |
|                  | Ignacio García Téllez        | 1944-1946  | Partido de la Revolución Mexicana    | Manuel Ávila Camacho                          |
|                  | Antonio Díaz Lombardo        | 1946-1952  | Sin partido                          | Miguel Alemán Valdés                          |
|                  | Antonio Ortiz Mena           | 1952-1958  | Partido Revolucionario Institucional | Adolfo Ruiz Cortines                          |
|                  | Benito Coquet Lagunes        | 1958-1964  | Partido Revolucionario Institucional | Adolfo López Mateos                           |
|                  | Sealtiel Alatriste Ábrego    | 1964-1966  | Sin partido                          | Gustavo Díaz Ordaz                            |
|                  | Ignacio Morones Prieto       | 1966-1970  | Partido Revolucionario Institucional | Gustavo Díaz Ordaz                            |
|                  | Carlos Gálvez Betancourt     | 1970-1975  | Partido Revolucionario Institucional | Luis Echeverría Álvarez                       |
|                  | Jesús Reyes Heroles          | 1975-1976  | Partido Revolucionario Institucional | Luis Echeverría Álvarez                       |
|                  | Arsenio Farell Cubillas      | 1976-1982  | Partido Revolucionario Institucional | José López Portillo                           |
|                  | Ricardo García Sainz         | 1982-1991  | Partido Revolucionario Institucional | Miguel de la Madrid Carlos Salinas de Gortari |
|                  | Emilio Gamboa Patrón         | 1991-1993  | Partido Revolucionario Institucional | Carlos Salinas de Gortari                     |
|                  | Genaro Borrego Estrada       | 1993-2000  | Partido Revolucionario Institucional | Carlos Salinas de Gortari Ernesto Zedillo     |
|                  | Mario Luis Fuentes           | 2000       | Partido Revolucionario Institucional | Ernesto Zedillo                               |
|                  | Santiago Levy Algazi         | 2000-2005  | Sin partido                          | Vicente Fox                                   |
|                  | Fernando Flores y Pérez      | 2005-2006  | Partido Revolucionario Institucional | Vicente Fox                                   |
|                  | Francisco Molinar Horcasitas | 2006-2009  | Partido Acción Nacional              | Felipe Calderón                               |
|                  | Daniel Karam Toumeh          | 2009-2012  | Partido Acción Nacional              | Felipe Calderón                               |
|                  | José Antonio González Anaya  | 2012-2016  | Partido Revolucionario Institucional | Enrique Peña Nieto                            |
|                  | Mikel Arriola Peñalosa       | 2016-2017  | Partido Revolucionario Institucional | Enrique Peña Nieto                            |
|                  | Tuffic Miguel Ortega         | 2017-2018  | Sin partido                          | Enrique Peña Nieto                            |
|                  | Germán Martínez Cázares      | 2018-2019  | Movimiento Regeneración Nacional     | Andrés Manuel López Obrador                   |
|                  | Zoé Robledo Aburto           | Desde 2019 | Movimiento Regeneración Nacional     | Andrés Manuel López Obrador                   |